# Rendez-vous à Rio
Série
Toubib or not Toubib
(1954) Toubib en liberté
(1957)
Pour plus de détails, voir Fiche technique et Distribution.
Rendez-vous à Rio (titre original : Doctor at Sea, titres français alternatifs : Toubib en mer / Un toubib à la mer) est un film britannique réalisé par Ralph Thomas sorti en 1955.

## Synopsis
Après la fin de ses études, et pour échapper aux assiduités d’une envahissante conquête féminine, le docteur Simon Sparrow s’embarque comme médecin sur le cargo Le Lotus en partance pour Rio de Janeiro. Sur ce navire exclusivement masculin, l’ambiance est plutôt tracassière à cause de l’atrabilaire capitaine Hogg. Pour le voyage de retour, le misogyne capitaine est contraint de prendre deux passagères à son bord : Muriel Mallet, la fille du directeur de la compagnie maritime et son amie Hélène Colbert — interprétée par Brigitte Bardot, dont c'est le premier film en langue anglaise — une jeune et séduisante chanteuse française, dont Simon tombe immédiatement amoureux.

## Fiche technique
- Titre : Rendez-vous à Rio
- Titre d'origine : Doctor at sea
- Réalisation : Ralph Thomas
- Scénario, adaptation et dialogues : Jack Davies, Nicholas Phipps et Richard Gordon d'après son œuvre littéraire
- Musique : Bruce Montgomery
- Directeur de la photographie : Ernest Steward
- Son : Gordon K. McCallum, John W. Mitchell
- Décors : Carmen Dillon
- Costumes : Joan Ellacott
- Montage : Frederick Wilson
- Photographe de plateau : Walter Limot
- Producteurs : Betty E. Box, Earl St. John
- Société de production : The J. Arthur Rank Organisation, Group Film Productions Limited
- Société de distribution : The Rank Organisation
- Format : couleur par Technicolor — 1.85:1 — son monophonique (Western Electric Sound System) — 35 mm
- Pays d'origine :  Royaume-Uni
- Genre : Comédie
- Durée : 93 minutes
- Dates de sortie :
  - 12 juillet 1955 au  Royaume-Uni
  - 23 février 1956 aux  États-Unis
- Affiche : Gilbert Allard (France)

## Distribution
- Dirk Bogarde : le docteur Simon Sparrow
- Brigitte Bardot : Hélène Colbert
- James Robertson Justice : le capitaine Hogg
- Brenda De Banzie : Muriel Mallet
- Maurice Denham : Easter
- Michael Medwin : Trail
- Hubert Gregg : Archer
- James Kenney : Fellowes
- Raymond Huntley : le capitaine Beamish
- Geoffrey Keen : Hornbeam
- George Coulouris : le charpentier
- Jill Adams : Jill
- Joan Sims : Wendy
- Noel Purcell : Corbie
- Eugene Deckers : le colonel Perello, chef de la police
- Paul Carpenter : un capitaine
- Harold Kasket : un policier à la prison

## La saga du docteur
- 1954 : Toubib or not Toubib (Doctor in the House) de Ralph Thomas, avec Dirk Bogarde, James Robertson Justice, Muriel Pavlow
- 1955 : Rendez-vous à Rio (Doctor at Sea)
- 1957 : Toubib en liberté (Doctor at Large) de Ralph Thomas, avec Dirk Bogarde, James Robertson Justice, Muriel Pavlow
- 1960 : Doctor in Love de Ralph Thomas, avec Michael Craig, James Robertson Justice, Leslie Phillips
- 1962 : We Joined the Navy de Wendy Toye, avec Kenneth More, Laurence Naismith, Dirk Bogarde (simple apparition-gag en docteur Simon Sparrow)
- 1963 : Docteur en détresse (Doctor in Distress) de Ralph Thomas, avec Dirk Bogarde, James Robertson Justice, Mylène Demongeot
- 1966 : Doctor in Clover de Ralph Thomas, avec Leslie Phillips, James Robertson Justice, Shirley Anne Field
- 1969–1970 : Doctor in the House, série TV diffusée en épisodes de 30 minutes (Saisons 1 et 2, 13 épisodes chacune), une production ITV
- 1970 : Doctor in Trouble de Ralph Thomas, avec Leslie Phillips, James Robertson Justice, Robert Morley
- 1971 : Doctor at Large, série TV diffusée en épisodes de 30 minutes (Saison 1, 29 épisodes), une production ITV